# Oulad Ali Mansour
Oulad Ali Mansour (àrab أولاد علي منصور) és una comuna rural de la província de Tetuan de la regió de Tànger-Tetuan-Al Hoceima. Segons el cens de 2014 tenia una població total de 5.306 persones.